# Taquarussu (Mogi das Cruzes)
Taquarussu é uma vila do distrito de Quatinga, município de Mogi das Cruzes (São Paulo), próximo à divisa com Santo André (distrito de Paranapiacaba).
A vila de Taquarussu foi formada por imigrantes italianos no início dos anos 1910, junto à estrada aberta por Bento Ponteiro, em 1862. Chegou a ter 30 a 40 casas, além de um pequeno empório e uma bomba de gasolina.
Em 1912, Nazareno Pisaneschi chegou à região, trazendo os Begliomini: os irmãos Egisto, Gino, Giusepe, Guido e Quintilio, a irmã Verônica e o marido, Pietro Fanti, além Otaviano, primo dos Begliomini. Essas duas famílias foram as pioneiras da região.
A vila fornecia lenha e carvão para as máquinas da São Paulo Railway, em Paranapiacaba. Inicialmente, o transporte desse material era feito no lombo de burros, mas foram substituidos gradualmente por caminhões. A vila prosperou, principalmente, durante a Segunda Guerra Mundial.
Em 13 de dezembro de 1945, foi inaugurada uma capela em homenagem a Santa Luzia.
Com a substituição das máquinas da estrada de ferro, a vila foi decaindo. Atualmente, há poucos imóveis, mas em excelente estado de conservação.
Em frente à capela de Santa Luzia, há uma placa datada de 13 de dezembro de 1970, homenageando os colonizadores Begliomini e Fanti.
O Diário do Grande ABC publicou uma matéria sobre o vilarejo em edição de 20 de julho de 2020..